# Bělehradská deklarace

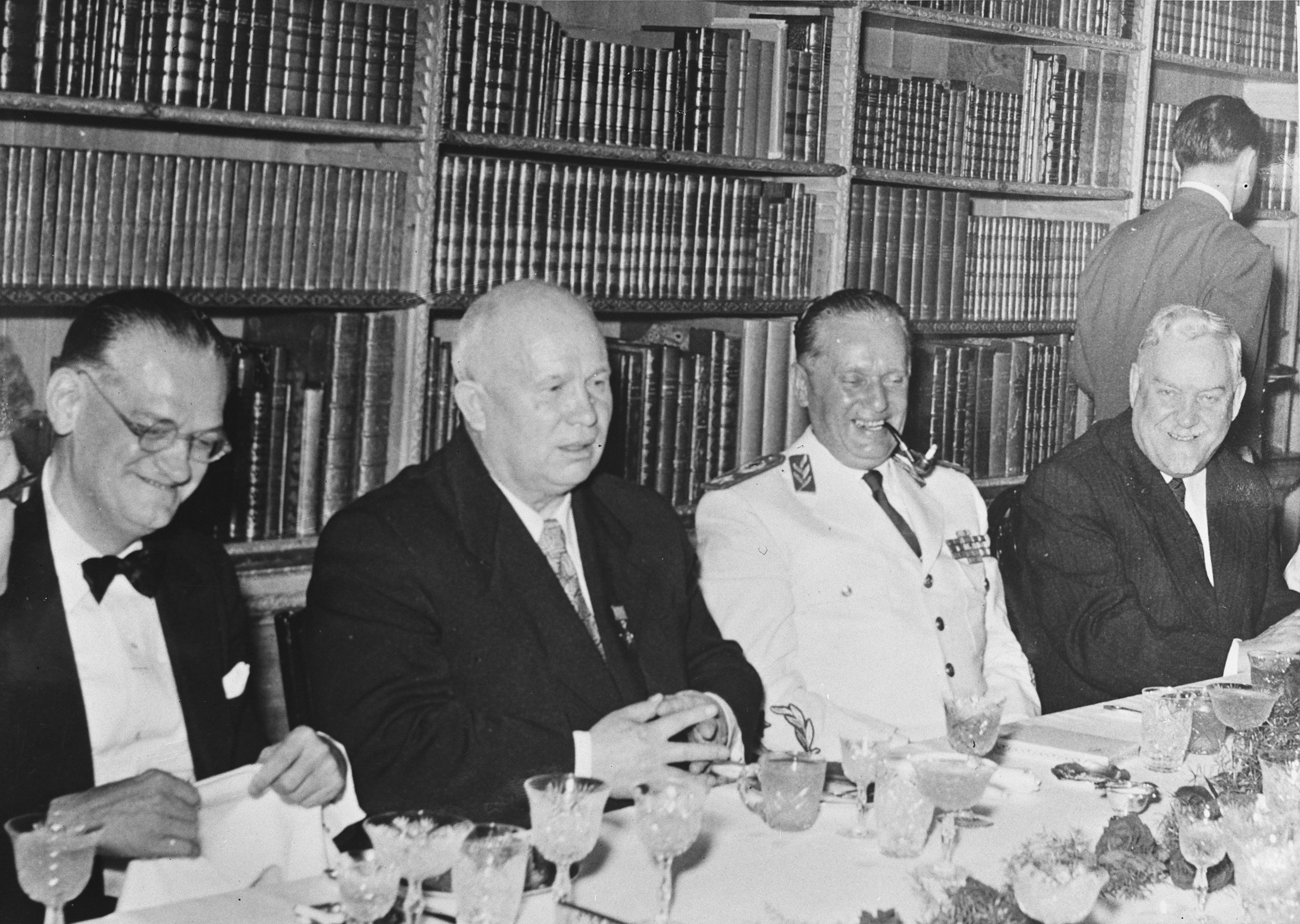
Nikita Sergejevič Chruščov, Josip Broz Tito, Bělehrad 1955

Bělehradská deklarace (srbochorvatsky Beogradska deklaracija) byla podepsána mezi SSSR a Jugoslávií během návštěvy N. S. Chruščova v Bělehradě v květnu a červnu 1955. V dokumentu se obě země zavázaly ctít svoji suverenitu, nezávislost a integritu a umožnit rozvoj vzájemné hospodářské spolupráce.
Dohodou se formalizovalo uklidnění vztahů mezi oběma zeměmi po roztržce mezi Titem a Stalinem z roku 1948. A právě Tito podepsal podobnou deklaraci i v Sovětském svazu během své zahraniční návštěvy nedlouho později.